# Кам'янка (притока Уборті)
Кам'янка — річка в Україні, в Олевському районі Житомирської області, ліва притока Уборті (басейн Прип'яті).

## Опис
Довжина річки 16 км., похил річки — 1,1 м/км. Формується з багатьох безіменних струмків. Площа басейну 162 км². 
Притоки: Німан (ліва).

## Розташування
Кам'янка бере початок на заході від села Майдан. Тече на північний схід понад селом Лісове й на околиці села Кам'янка впадає в річку Уборть, притоку Прип'яті.

## Риби Кам'янки
У річці водяться пічкур, плітка звичайна,бистрянка звичайна та верховодка звичайна.